# Atletica leggera ai Giochi della XIX Olimpiade - Staffetta 4×100 metri maschile

Video della Finale (film ufficiale dei Giochi)

Video della Finale (commento moderno in italiano)

La staffetta 4×100 metri ha fatto parte del programma maschile di atletica leggera ai Giochi della XIX Olimpiade. La competizione si è svolta nei giorni 19-20 ottobre 1968 allo Stadio Olimpico Universitario di Città del Messico.

## Risultati

### Turni eliminatori
| 3 Batterie   | 19 ottobre | 19 squadre | Si qualificano le primi 5 + il migliori tempo. |
| 2 Semifinali | 19 ottobre | 8 + 8      | Si qualificano i primi 4.                      |
| Finale       | 20 ottobre | 8          |                                                |

Nei turni di qualificazione cadono più volte record olimpico, europeo e mondiale.
In semifinale la Giamaica fissa il nuovo record mondiale ed olimpico in 38"3 (38"39), davanti alla Germania Est che stabilisce il nuovo record europeo (38"7). Cuba batte gli Stati Uniti (38"6 per entrambe, record nazionali).
In finale le tre squadre americane, tutte composte da neri, dominano il campo. All'ultimo passaggio di testimone i cubani hanno un metro e mezzo di vantaggio sugli avversari. Jim Hines fa partire una rimonta bruciante e taglia per primo il traguardo con il nuovo record del mondo. Nella battaglia per il bronzo la Francia ha sorprendentemente la meglio sulla Giamaica.

### Batterie
| Pos. | Nazione           | Atleti                                                        | Tempo Ufficiale | Tempo Ufficioso | Note            |
| ---- | ----------------- | ------------------------------------------------------------- | --------------- | --------------- | --------------- |
| 1    | Cuba              | Hermes Ramírez, Juan Morales Pablo Montes, Enrique Figuerola  | 38"7            | 38"76           | Record olimpico |
| 2    | Stati Uniti       | Charles Greene, Melvin Pender Ronnie Ray Smith, Jim Hines     | 38"8            | 38"86           | Q               |
| 3    | Trinidad e Tobago | Raymond Fabien, Winston Short Carl Archer, Edwin Roberts      | 38"9            | 38"97           | Q               |
| 4    | Bahamas           | Jerry Wisdom, Thomas Robinson Bernard Nottage, Edwin Johnson  | 39"4            | 39"45           | Q               |
| 5    | Nigeria           | Timon Oyebami, Robert Ojo Benedict Majekodunmi, Kola Abdulai  | 39"4            | 39"47           | Q               |
| 6    | Ghana             | Edward Owusu, Mike Ahey William Quaye, James Addy             | 39"8            | 39"87           | q               |
| 7    | Rep. Dominicana   | Luis Soriano, Alberto Torres Rafael Domínguez, Porfirio Veras | 41"4            | 41"48           |                 |

| Pos. | Nazione        | Atleti                                                               | Tempo Ufficiale | Tempo Ufficioso | Note            |
| ---- | -------------- | -------------------------------------------------------------------- | --------------- | --------------- | --------------- |
| 1    | Giamaica       | Errol Stewart, Mike Fray Clifton Forbes, Lennox Miller               | 38"6            | 38"65           | Record mondiale |
| 2    | Francia        | Gérard Fenouil, Jocelyn Delecour Claude Piquemal, Roger Bambuck      | 39"0            | 39"03           | Q               |
| 3    | Germania Ovest | Karl-Peter Schmidtke, Gert Metz Gerhard Wucherer, Jochen Eigenherr   | 39"1            | 39"16           | Q               |
| 4    | Gran Bretagna  | Joe Speake, Ron Jones Ralph Banthorpe, Barrie Kelly                  | 39"3            | 39"33           | Q               |
| 5    | Costa d'Avorio | Atta Kouakou, Kouami N'Dri Boy Akba Diby, Gaoussou Koné              | 39"6            | 39"68           | Q               |
| 6    | Giappone       | Naoki Abe, Hiroomi Yamada Shinji Ogura, Hideo Iijima                 | 40"0            | 40"02           |                 |
| 7    | Messico        | Félix Bécquer, Enrique Labadie Galdino Flores, Miguel Angel González | 40"0            | 40"09           |                 |

| Pos. | Nazione          | Atleti                                                                           | Tempo Ufficiale | Tempo Ufficioso | Note |
| ---- | ---------------- | -------------------------------------------------------------------------------- | --------------- | --------------- | ---- |
| 1    | Germania Est     | Heinz Erbstößer, Hartmut Schelter Peter Haase, Harald Eggers                     | 38"9            | 38"93           | Q    |
| 2    | Unione Sovietica | Oleksiy Khlopotnov, Yevgeny Sinyayev Nikolaj Ivanov, Vladislav Sapeya            | 39"0            | 39"03           | Q    |
| 3    | Polonia          | Wiesław Maniak, Edward Romanowski Zenon Nowosz, Marian Dudziak                   | 40"2            | 40"27           | Q    |
| 4    | Malaysia         | Manikavasagam Jegathesan, Tambusamy Krishnan Rajalingam Gunaratnam, Ooi Hock Lim | 40"6            | 40"69           | Q    |
| 5    | Italia           | Sergio Ottolina, Ennio Preatoni Angelo Sguazzero, Livio Berruti                  | 41"5            | 41"59           | Q    |

### Semifinali
| Pos. | Nazione           | Atleti                                                                           | Tempo Ufficiale | Tempo Ufficioso | Note            |
| ---- | ----------------- | -------------------------------------------------------------------------------- | --------------- | --------------- | --------------- |
| 1    | Giamaica          | Errol Stewart, Mike Fray Clifton Forbes, Lennox Miller                           | 38"3            | 38"39           | Record mondiale |
| 2    | Germania Est      | Heinz Erbstößer, Hartmut Schelter Peter Haase, Harald Eggers                     | 38"7            | 38"72           | Q               |
| 3    | Germania Ovest    | Karl-Peter Schmidtke, Gert Metz Gerhard Wucherer, Jochen Eigenherr               | 38"9            | 38"93           | Q               |
| 4    | Polonia           | Wiesław Maniak, Edward Romanowski Zenon Nowosz, Marian Dudziak                   | 38"9            | 38"99           | Q               |
| 5    | Gran Bretagna     | Joe Speake, Ron Jones Ralph Banthorpe, Barrie Kelly                              | 39"4            | 39"46           |                 |
| 6    | Trinidad e Tobago | Raymond Fabien, Winston Short Carl Archer, Edwin Roberts                         | 39"5            | 39"52           |                 |
| 7    | Costa d'Avorio    | Atta Kouakou, Kouami N'Dri Boy Akba Diby, Gaoussou Koné                          | 39"6            | 39"69           |                 |
| 8    | Malaysia          | Manikavasagam Jegathesan, Tambusamy Krishnan Rajalingam Gunaratnam, Ooi Hock Lim | 40"8            | 40"89           |                 |

| Pos. | Nazione          | Atleti                                                                | Tempo Ufficiale | Tempo Ufficioso | Note   |
| ---- | ---------------- | --------------------------------------------------------------------- | --------------- | --------------- | ------ |
| 1    | Cuba             | Hermes Ramírez, Juan Morales Pablo Montes, Enrique Figuerola          | 38"6            | 38"64           | Q      |
| 2    | Stati Uniti      | Charles Greene, Melvin Pender Ronnie Ray Smith, Jim Hines             | 38"6            | 38"69           | Q      |
| 3    | Francia          | Gérard Fenouil, Jocelyn Delecour Claude Piquemal, Roger Bambuck       | 38"8            | 38"83           | Q      |
| 4    | Italia           | Sergio Ottolina, Ennio Preatoni Angelo Sguazzero, Livio Berruti       | 39"4            | 39"46           | Q      |
| 5    | Ghana            | Edward Owusu, Mike Ahey William Quaye, James Addy                     | 39"9            | 39"96           |        |
| -    | Unione Sovietica | Oleksiy Khlopotnov, Yevgeny Sinyayev Nikolaj Ivanov, Vladislav Sapeya |                 |                 | Squal. |
| -    | Nigeria          | Timon Oyebami, Robert Ojo Benedict Majekodunmi, Kola Abdulai          |                 |                 | Squal. |
| -    | Bahamas          | Jerry Wisdom, Thomas Robinson Bernard Nottage, Edwin Johnson          |                 |                 | Squal. |

### Finale
| Pos.    | Nazione        | Atleti                                                             | Tempo Ufficiale | Tempo Ufficioso | Note            |
| ------- | -------------- | ------------------------------------------------------------------ | --------------- | --------------- | --------------- |
| Oro     | Stati Uniti    | Charles Greene, Melvin Pender Ronnie Ray Smith, Jim Hines          | 38"2            | 38"24           | Record mondiale |
| Argento | Cuba           | Hermes Ramírez, Juan Morales Pablo Montes, Enrique Figuerola       | 38"3            | 38"40           |                 |
| Bronzo  | Francia        | Gérard Fenouil, Jocelyn Delecour Claude Piquemal, Roger Bambuck    | 38"4            | 38"43           |                 |
| 4       | Giamaica       | Errol Stewart, Mike Fray Clifton Forbes, Lennox Miller             | 38"4            | 38"47           |                 |
| 5       | Germania Est   | Heinz Erbstößer, Hartmut Schelter Peter Haase, Harald Eggers       | 38"6            | 38"66           |                 |
| 6       | Germania Ovest | Karl-Peter Schmidtke, Gert Metz Gerhard Wucherer, Jochen Eigenherr | 38"7            | 38"76           |                 |
| 7       | Italia         | Sergio Ottolina, Ennio Preatoni Angelo Sguazzero, Livio Berruti    | 39"2            | 39"22           |                 |
| 8       | Polonia        | Wiesław Maniak, Edward Romanowski Zenon Nowosz, Marian Dudziak     | 39"2            | 39"22           |                 |